# 柯岩造像及摩崖题刻
柯岩造像及摩崖题刻位于中华人民共和国浙江省绍兴市柯桥区柯桥街道柯山南麓、今柯岩风景区内，1997年8月柯岩造像列入浙江省文物保护单位，2013年3月又与柯岩摩崖题刻一同列入第七批全国重点文物保护单位。
柯岩造像又名天工大佛，凿于宋代，位于一巨形弧岩内，为弥勒坐像（跏趺坐式），高11.3米，螺发肉髻，宽颐广额，披褒衣博带式袈裟，袒胸束腰，左手按膝，右手作说法手印，是浙江省保存较为完好的古代大型石刻造像，其后建有普照寺（柯山寺）。
柯岩摩崖题刻主要分布在云骨、七星岩、蚕花洞、“放生池”潭上岩壁、普照寺等处，为明清时期政要和文人墨客题写的题记、游记等。